# Hamza Bendelladj
Hamza Bendelladj, né en 1988 à Tizi Ouzou en Grande Kabylie, est un hacker algérien qui a pour nom de code BX1 aussi surnommé par certains médias le « Hacker souriant », il sera recherché pendant 5 ans par Interpol et le FBI (il était dans le top 10 du FBI) suspecté d'avoir détourné des millions de dollars à plus de deux cents institutions financières américaines et européennes via un virus informatique nommé « SpyEye » qui a infecté plus de 50 millions d’ordinateurs dans le monde dont une grande partie aux États-Unis qu'il a développé avec son complice russe Aleksandr Andreevich Panin, alias « Gribodemon », pour dérober des informations bancaires stockées sur les ordinateurs infectés. Il a également piraté le site officiel du gouvernement israélien.

## Mode opératoire
C’est à l’aide d’un logiciel malveillant nommé « SpyEye », principal cheval de Troie bancaire malveillant de 2010 à 2012, que le hacker, qui utilise les pseudonymes « BX1 » ou « Daniel HB » s’introduisait dans les ordinateurs des banques ou des particuliers pour récupérer les mots de passe et les codes d’identification. Une fois qu'il avait pris le contrôle d’un compte, il était en mesure de le vider en deux ou trois clics. Hamza avait déjà fait des aveux lors de son arrestation : « Il a dit qu’il avait piraté plusieurs banques américaines et, qu’en une seule transaction, il pouvait ramasser entre 10 et 20 millions de dollars », a révélé, en 2013, un responsable de la police thaïlandaise.

## Arrestation
Au terme d'une traque de 5 ans, Hamza Bendelladj est arrêté le 8 janvier 2013 par la police thaïlandaise alors qu'il faisait escale à Bangkok en transit entre la Malaisie et l'Égypte. Le jeune hacker n’a pas semblé être perturbé et il n’a pas résisté au moment de son arrestation. Il a juste dit au revoir à sa famille et a suivi les policiers venus l’arrêter. Puis, sa femme et sa fille ont poursuivi leur voyage vers l’Égypte sans lui. Menotté et arborant un sourire radieux lors de sa présentation aux médias sur toutes les photos prises après son arrestation et qui ont fait la une de la presse internationale, ce que lui valut le surnom de « Hacker souriant ». Selon la police thaïlandaise[évasif], le jeune hacker était dans le top 10 des personnes les plus recherchées par le FBI.
Quand on lui a demandé ce qu’il avait fait avec l’argent, il a dit qu’il l’avait dépensé pour faire des dons de millions de dollars à des organisations caritatives palestiniennes et africaines. Les documents du procès n'en ont pas fait état.
Selon la police thaïlandaise, il a dépensé l'argent volé pour voyager à travers le monde en première classe et aller dans des palaces.

## Extradition vers les États-Unis
Trois mois après son arrestation, il est extradé en mai 2013 vers les États-Unis, réclamé par la juridiction de l'État de Géorgie pour y être jugé à Atlanta, il a plaidé coupable, le 26 juin 2015, il risque trente ans de prison et une amende de quatorze millions de dollars.
Son complice Alexandre Andreïevitch Panine, sera ensuite arrêté à son tour, le 1er juillet 2013, à l'aéroport international Hartsfield-Jackson d'Atlanta et avait plaidé coupable en janvier 2014 devant le tribunal fédéral d’Atlanta.

## Soutien sur les réseaux sociaux
Une rumeur infondée sur une possible condamnation à mort, lancée par un site tunisien, enflamme les réseaux sociaux en Algérie et dans la diaspora algérienne, entraînant un important mouvement de solidarité notamment auprès d'Algériens craignant à tort de voir la peine de mort s'appliquer au hacker. Plusieurs groupes Facebook de soutien sont créés, « on devrait exploiter son génie et non pas l'envoyer en prison », déplore un internaute. Une pétition est lancée sur Avaaz.org demandant au ministère algérien des Affaires étrangères et au président américain Barack Obama d'intervenir pour la libération de Hamza Bendelladj. Ce mouvement de solidarité incite l’ambassadrice des États-Unis en Algérie, Joan A. Polaschik (en), à réagir sur son compte Twitter, en écrivant que « les crimes informatiques ne sont pas des crimes capitaux et ne sont pas punis par la peine de mort ».

## Verdict de sa condamnation aux États-Unis
Emprisonné aux États-Unis depuis mai 2013, la justice américaine le condamne le 20 avril 2016 à 15 ans de prison et 3 ans de liberté surveillée.
Son complice russe Alexandre Andreïevitch Panine, 27 ans, alias « Gribodemon », a écopé de 9 ans et 6 mois de prison.
Dans leur rapport, les autorités judiciaires américaines ont estimé les dégâts du virus « SpyEye » qu'il a inventé avec son complice russe sur les systèmes informatiques de plusieurs banques internationales à près d’un milliard de dollars. Entre 2010 et 2012, des banques ont été amenées à entreprendre le « nettoyage » de leurs bases de données pour réparer les dégâts causés par ce logiciel malveillant, explique le Département américain de la Justice. Son avocat compte faire appel. Son appel est rejeté le 10 février 2017.
Libéré en octobre 2024, il rentre en Algérie.

## Jugement en France
Le procès d'Hamza Bendelladj devant la justice française est prévu le 31 août 2023, après un premier report. Il est relaxé et les poursuites sont annulées pour vice de procédure,.
Il devrait faire l’objet d’un nouveau procès en septembre 2025.

## Long métrage Smiling Hacker
En février 2023, le groupe Canal+ annonce la production d'un film intitulé « Smiling Hacker » inspiré de la vie de Hamza Bendelladj. Le film, dont le scénario est écrit par la Franco-Libanaise Audrey Diwan, sera une libre adaptation de l'histoire de Hamza Bendelladj. Il sera réalisé par Adil El Arbi et Bilall Fallah et devrait sortir dans les salles de cinéma fin 2024. Tahar Rahim est en négociations pour jouer le rôle de Hamza Bendelladj. Le film sera en anglais et distribué par StudioCanal.

## Vie privée
Il est marié et père d'un enfant. Il résidait depuis son enfance dans le quartier d’Al Madaniya à Alger jusqu'à son arrestation.